# 사시 (민속)

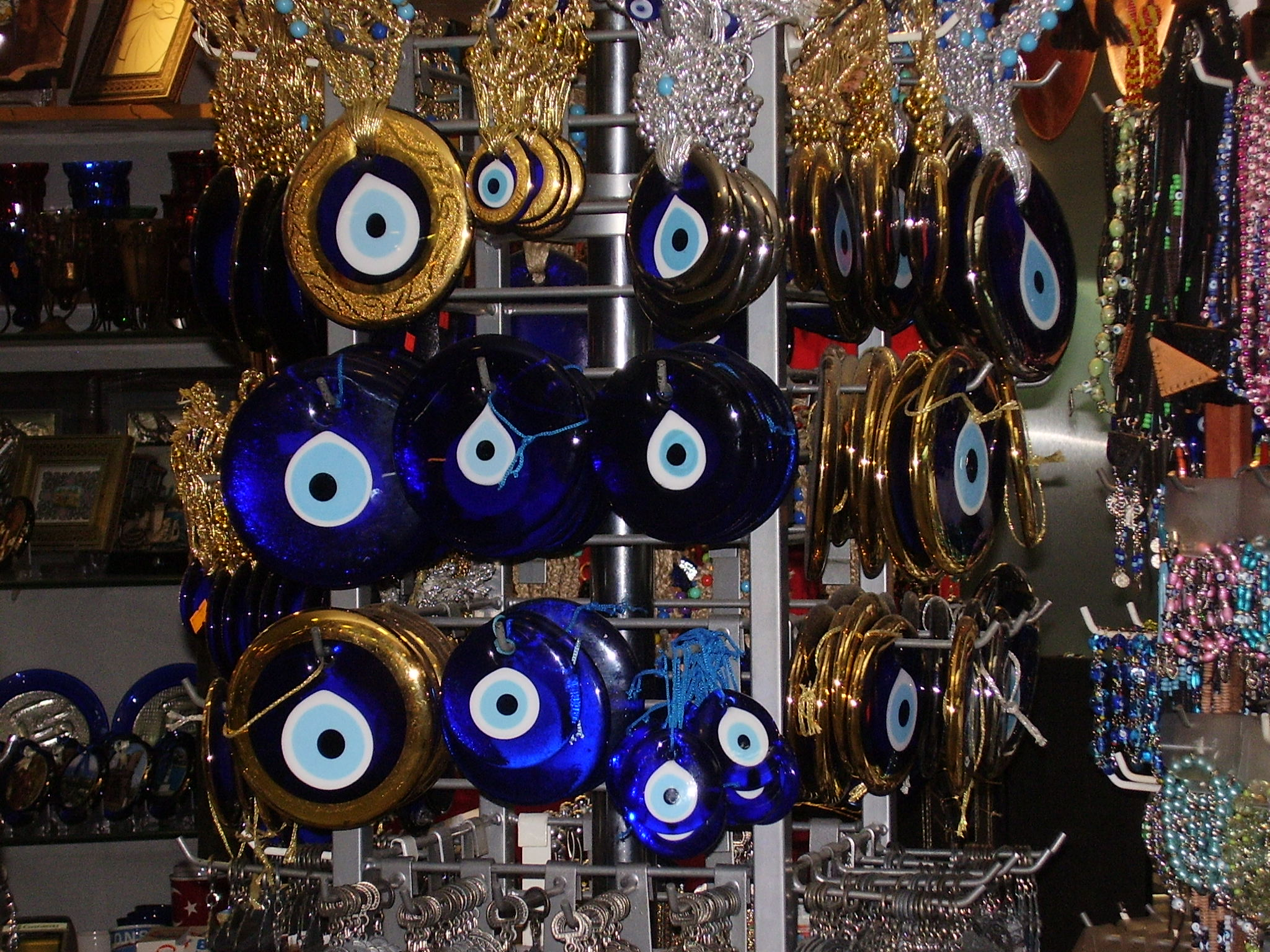
나자르 본주우. 사시를 막는데 사용된다.

사시(邪視)는 세계 광범위하게 분포하는 민속학적 개념이다. 악의적으로 상대를 노려 보는 것으로, 대상자에게 저주를 거는 마력을 뜻한다. 사안(邪眼), 마안(魔眼), 악마의 눈, 이블아이(영어: Evil eye)라고도 한다.